# 체온 조절
체온 조절(體溫調節, Thermoregulation)은 유기체가 주위 온도가 다를 때에도 특정 범위 내에서 자신의 체온을 보존하기 위한 능력이다. 이 과정은 항상성의 한 양상이다. 이와는 반대로 열순응 유기체는 단순히 주변 온도를 자신의 체온으로 채택하므로 내부 온도 조절이 필요하지 않다.
신체가 정상적인 온도를 유지할 수 없고 정상보다 크게 증가하면 고열 상태가 발생한다. 인간은 또한 습구 온도가 35°C(95°F) 이상으로 6시간 동안 지속되면 치명적인 고열증을 경험할 수 있다. 2022년 연구는 30.55°C를 초과하는 습구 온도가 젊고 건강한 성인 인간에게 보상할 수 없는 열 스트레스를 유발한다는 실험에 의해 확립되었다. 반대로 체온이 정상 수준 이하로 떨어지면 저체온증이라고 한다. 이는 신체 내 열의 항상성 제어 메커니즘이 오작동하여 신체가 열을 생성하는 것보다 더 빨리 열을 잃게 할 때 발생한다. 정상 체온은 약 37°C(99°F)이며 심부 체온이 35°C(95°F) 미만으로 떨어지면 저체온증이 시작된다. 일반적으로 추운 온도에 장기간 노출되어 발생하는 저체온증은 일반적으로 체온을 정상 범위로 다시 올리려는 방법으로 치료한다. 동물의 체온에 대한 정확한 데이터는 온도계가 도입되고 나서야 얻을 수 있었다. 그런 다음 혈액 순환이 내부 부품의 평균 온도를 유발하는 경향이 있지만 열 생성과 열 손실이 신체의 다른 부분에서 상당히 다르기 때문에 국부적 차이가 존재한다는 것이 밝혀졌다. 따라서 내부 장기의 온도를 가장 밀접하게 반영하는 신체 부위를 식별하는 것이 중요하다. 또한 이러한 결과를 비교하려면 비교 가능한 조건에서 측정을 수행해야 한다. 직장은 전통적으로 내부 부품의 온도를 가장 정확하게 반영하는 것으로 간주되어 왔으며, 경우에 따라 성별이나 종, 질, 자궁 또는 방광의 온도를 가장 정확하게 반영하는 것으로 여겨져 왔다.
일부 동물은 체온 조절 과정을 통해 일시적으로 체온을 떨어뜨려 에너지를 보존하는 다양한 형태의 휴면 상태 중 하나를 겪는다. 예를 들면 동면하는 곰과 박쥐의 혼침이 있다.

## 같이 보기
- 체온